# Dirk van Dijk
Dirk van Dijk (Gaast, 12 november 1894 – Leeuwarden, 25 februari 1976) was predikant in de Gereformeerde Kerken in Nederland. Zijn onderzoek naar de geulen op het wad bij Ameland droeg bij tot het beter toegankelijk worden van dit waddeneiland. Hierdoor was het mogelijk om ook bij laag water een bootverbinding in stand te houden en kon het wadlopen zich ontwikkelen tot een belangrijke toeristische attractie op Ameland.

## Familieleven
Dirk van Dijk was de zoon van H. van Dijk (1864-1924), die ten tijde van Dirks geboorte predikant van de gereformeerde kerk van Gaast en Idsegahuizum was. Dirk werd eveneens predikant. De enige gemeente waar hij werkte was Hollum op Ameland, die hij diende van 1921 tot aan zijn emeritaat in 1953, met een onderbreking van 1947 tot 1950 toen hij legerpredikant in Nederlands-Indië was. Hij was getrouwd met Wijtske van Dijk-Meindersma (1902-2010).

## Ameland
Van Dijk deed als een van de eersten onderzoek naar de verplaatsing van zand en slik, en de veranderingen van het stelsel van geulen en prielen op het wad bij Ameland. Zijn doel was om een betrouwbare en veilige route te vinden die in strenge winters gebruikt kon worden om het wad over te steken. Gewapend met de kennis en ervaring die hij daarmee opgedaan had was hij in 1957 de eerste die, met twee kompanen, als 'moderne' wadloper het wad van Ameland naar de vaste wal bij Ternaard overstak.
Zijn kennis heeft later in belangrijke mate bijgedragen aan de totstandkoming van een veerbootverbinding die gedurende de hele dag en volgens een vaste dienstregeling Ameland bereikbaar maakte, niet meer alleen bij hoog water.

## Predikant
Van Dijk schreef verschillende hulpmiddelen voor de catechese. Zo publiceerde hij een vaak herdrukt vragenboekje over de Heidelbergse Catechismus, dat ook in het Indonesisch en het Spaans verscheen. In dezelfde talen verzorgde hij een vertaling van de catechismus van Filips van Marnix van Sint-Aldegonde. Na zijn emeritaat wijdde hij zich aan het vertalen van de Bijbelcommentaren van Johannes Calvijn en publiceerde hij een Nederlandse vertaling van het belangrijkste zeventiende-eeuwse gereformeerde dogmatische handboek, de Synopsis purioris theologiae van de Leidse hoogleraren Johannes Polyander, Andreas Rivet, Antonius Walaeus en Antonius Thysius de Oudere.

## Publicaties
- De Heidelbergse catechismus in korte vragen en antwoorden (Leeuwarden: Dykstra, 1951; 11e druk: Enschede: Boersma, 1968)
- Synopsis of Overzicht van de zuiverste theologie, Johannes Polyander e.a., Deel I en II. Vertaling Dirk van Dijk v.d.m. (Enschede: J.Boersma, 1964 en 1966)
- "Wadverkenningen onder Ameland", in: J.A. Niemeijer, e.a., Wadlopen (Haren: Knoop & Niemeyer, 1969; 2e druk 1973)